# C/2006 VZ13 (LINEAR)
 C/2006 VZ13 (LINEAR)  – kometa jednopojawieniowa, którą odkryto w 2006 roku.

## Odkrycie komety
Kometa ta została odkryta w programie LINEAR w 2006 roku. 

## Orbita komety
C/2006 VZ13 (LINEAR) porusza się po orbicie w kształcie paraboli o mimośrodzie równym 1. Jest to obiekt jednopojawieniowy, pochodzący spoza Układu Słonecznego – po zbliżeniu się do Słońca nigdy więcej już do niej nie powróci. Przez peryhelium kometa przeszła 10 sierpnia 2007 roku w odległości ok. 1,01 j.a. od Słońca. Najbliżej Ziemi obiekt ten znalazł się w dniu 12 lipca 2007 roku, osiągając jasność obserwowaną 8m.

## Właściwości fizyczne
Kometa ta nie była nadzwyczajnie aktywna. Można ją było obserwować za pomocą lornetki w okolicach północnego bieguna nieba.